# モーリッツ・フォン・シュヴィント
モーリッツ・フォン・シュヴィント（Moritz Ludwig von Schwind 、1804年1月21日 - 1871年2月8日）はオーストリア生まれの画家である。ミュンヘンなどで働いた。

## 略歴
ウィーンで生まれた。父親は官僚で1792年に爵位を得る人物で母親もオーストリア貴族の娘であった。
ウィーンの高校で学び、クラスメートには詩人になったニコラウス・レーナウや劇作家になったバウエルンフェルト(Eduard von Bauernfeld )がいた。父親のような役人になるために大学に進むが、美術に転じ1821年からウィーン美術アカデミーに入学し、ヨハン・ペーター・クラフトやルートヴィヒ・フェルディナンド・シュノル・フォン・カロルスフェルトに学んだ。ウィーンでは作曲家のフランツ・シューベルトや文学者のフランツ・フォン・ショーバーを中心にする文化的なサークルの一員であった。
1828年にミュンヘン美術院の校長になったペーター・フォン・コルネリウスに勧められて、ミュンヘンに移り、バイエルン王室の宮殿の装飾画を描いた。1835年にイタリアを旅した後も、ミュンヘンの宮殿の仕事やザクセン王国、バーデン大公国から依頼された仕事をした。
1847年にミュンヘン美術院の教授に任じられた。
ヴァイマル大公カール・アレクサンダーの命令で1838年から修復が進められたヴァルトブルク城にも壁画を描き、この地の伝説の歌合戦(Der Sängerkrieg)を描いた作品はシュヴィントの代表作の一つになった。
バイエルン王国のシュタルンベルク郡シュタルンベルクの街、Pöckingで亡くなった。

## 作品

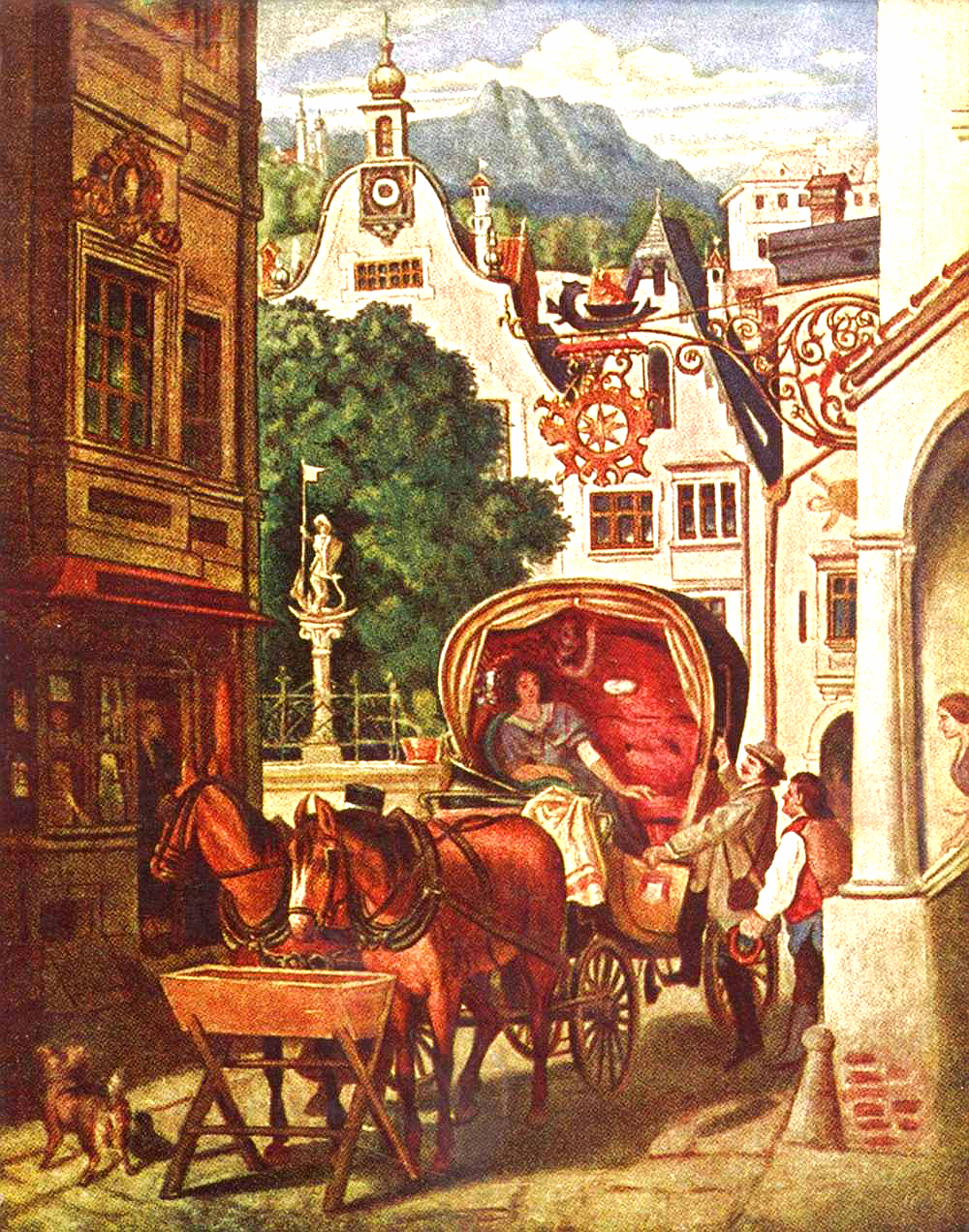
新婚旅行 (1867)
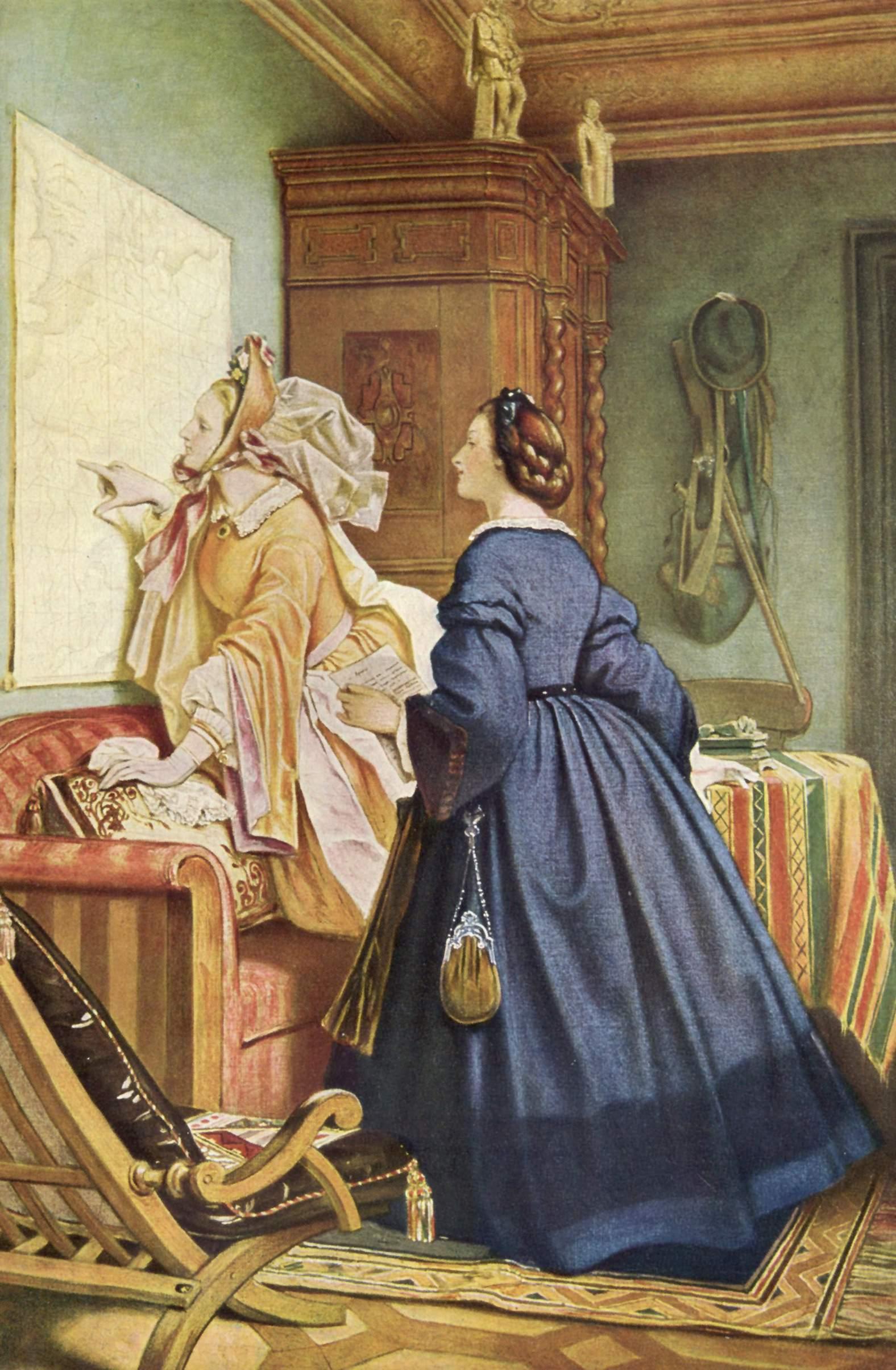
訪問 (c.1860)
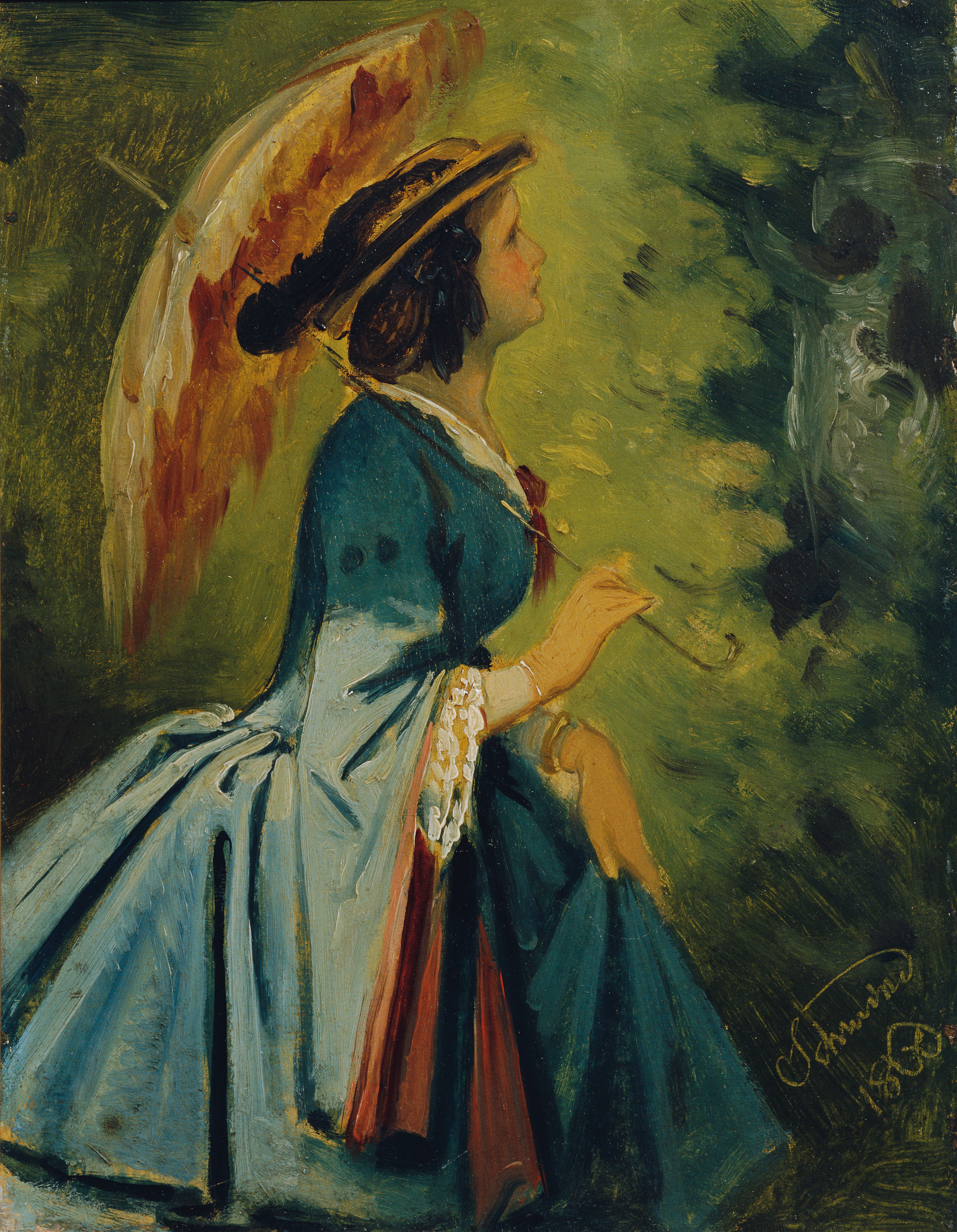
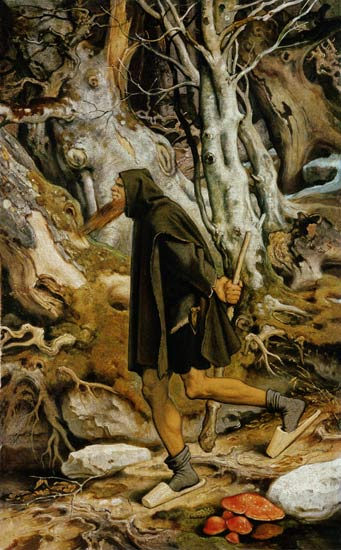
リベザル

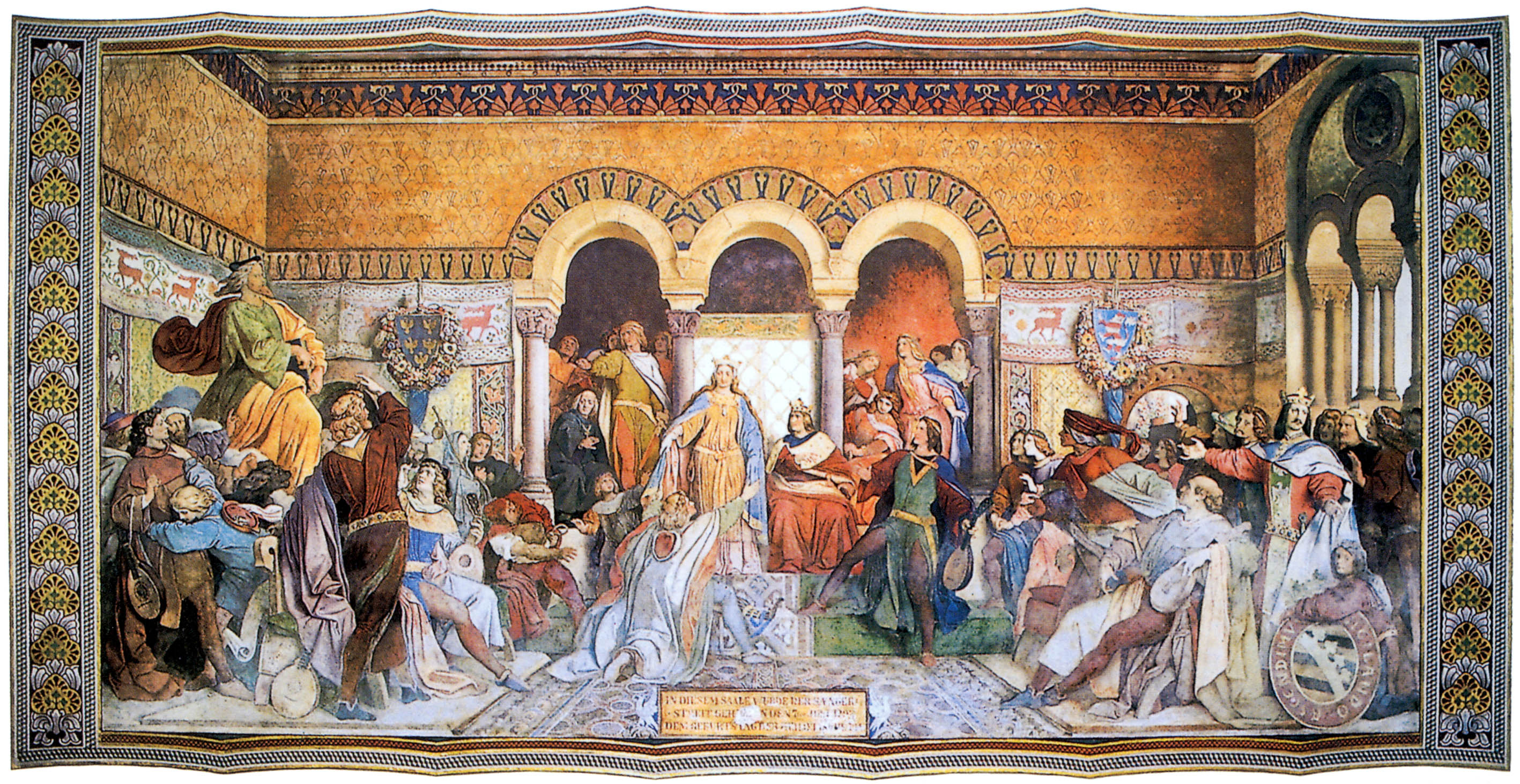
Der Sängerkrieg (1855)
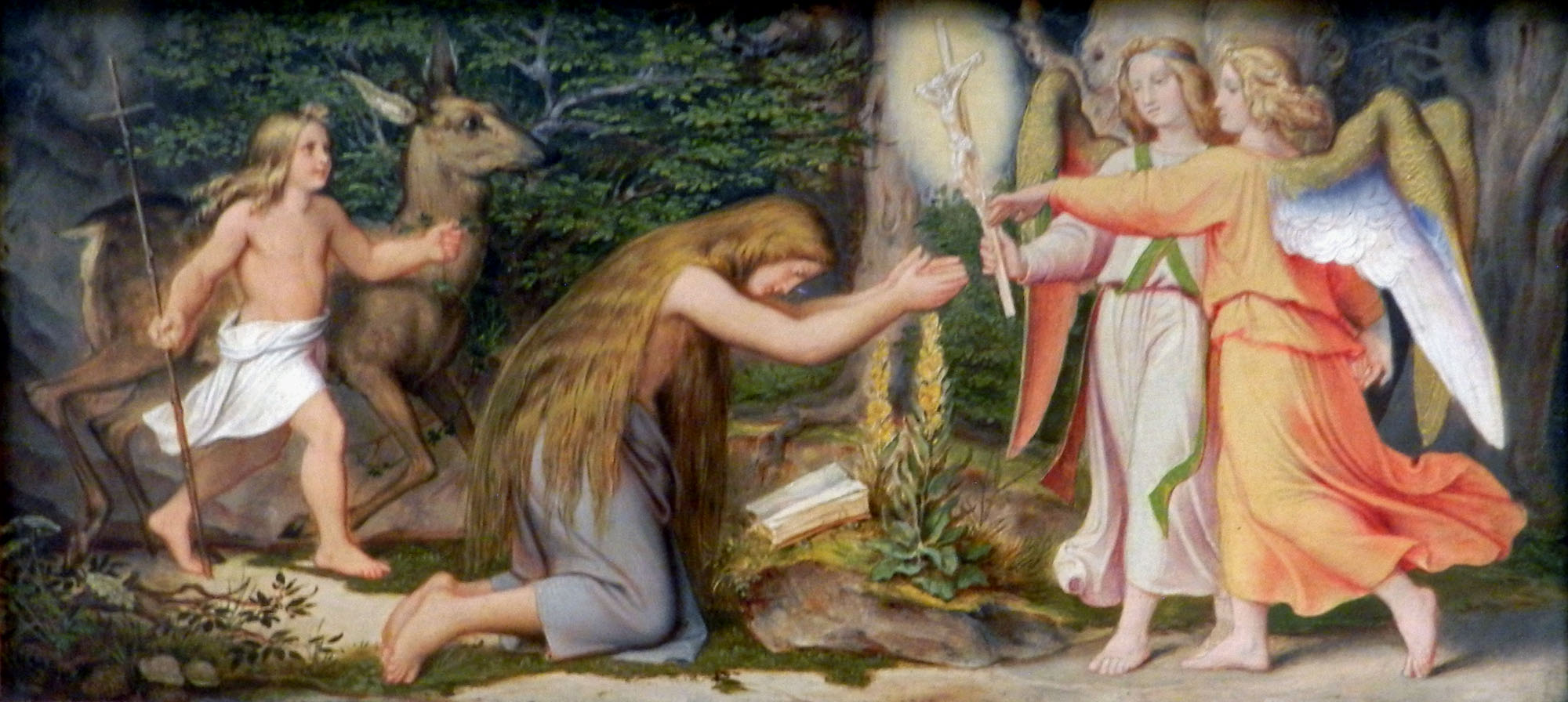
Genoveva in der Wildnis